# Saint-Léon (Gironde)
Pour les articles homonymes, voir Saint-Léon.
Saint-Léon est une commune du Sud-Ouest de la France, située dans le département de la Gironde, en région Nouvelle-Aquitaine.

## Géographie

### Localisation
Commune de l'aire d'attraction de Bordeaux, Saint-Léon est située dans l'Entre-deux-Mers.

### Communes limitrophes
Les communes limitrophes sont Espiet, Blésignac, La Sauve et Targon.
|          | Espiet     |           |
| La Sauve | Saint-Léon | Blésignac |
|          | Targon     |           |

### Climat
Pour des articles plus généraux, voir Climat de la Nouvelle-Aquitaine et Climat de la Gironde.
Historiquement, la commune est exposée à un climat océanique aquitain.  
En 2020, Météo-France publie une typologie des climats de la France métropolitaine dans laquelle la commune est exposée à un climat océanique et est dans la région climatique  Aquitaine, Gascogne, caractérisée par une pluviométrie abondante au printemps, modérée en automne, un faible ensoleillement au printemps, un été chaud (19,5 °C), des vents faibles, des brouillards fréquents en automne et en hiver et des orages fréquents en été (15 à 20 jours).
Pour la période 1971-2000, la température annuelle moyenne est de 12,6 °C, avec une amplitude thermique annuelle de 14,4 °C. Le cumul annuel moyen de précipitations est de 858 mm, avec 12 jours de précipitations en janvier et 6,8 jours en juillet. Pour la période 1991-2020, la température moyenne annuelle observée sur la station météorologique la plus proche, située sur la commune de Saint-Sulpice-de-Pommiers à 16 km à vol d'oiseau, est de 13,8 °C et le cumul annuel moyen de précipitations est de 764,8 mm,. Pour l'avenir, les paramètres climatiques de la commune estimés pour 2050 selon différents scénarios d’émission de gaz à effet de serre sont consultables sur un site dédié publié par Météo-France en novembre 2022.

## Urbanisme

### Typologie
Au 1er janvier 2024, Saint-Léon est catégorisée commune rurale à habitat dispersé, selon la nouvelle grille communale de densité à sept niveaux définie par l'Insee en 2022.
Elle est située hors unité urbaine. Par ailleurs la commune fait partie de l'aire d'attraction de Bordeaux, dont elle est une commune de la couronne,. Cette aire, qui regroupe 275 communes, est catégorisée dans les aires de 700 000 habitants ou plus (hors Paris),.

### Occupation des sols

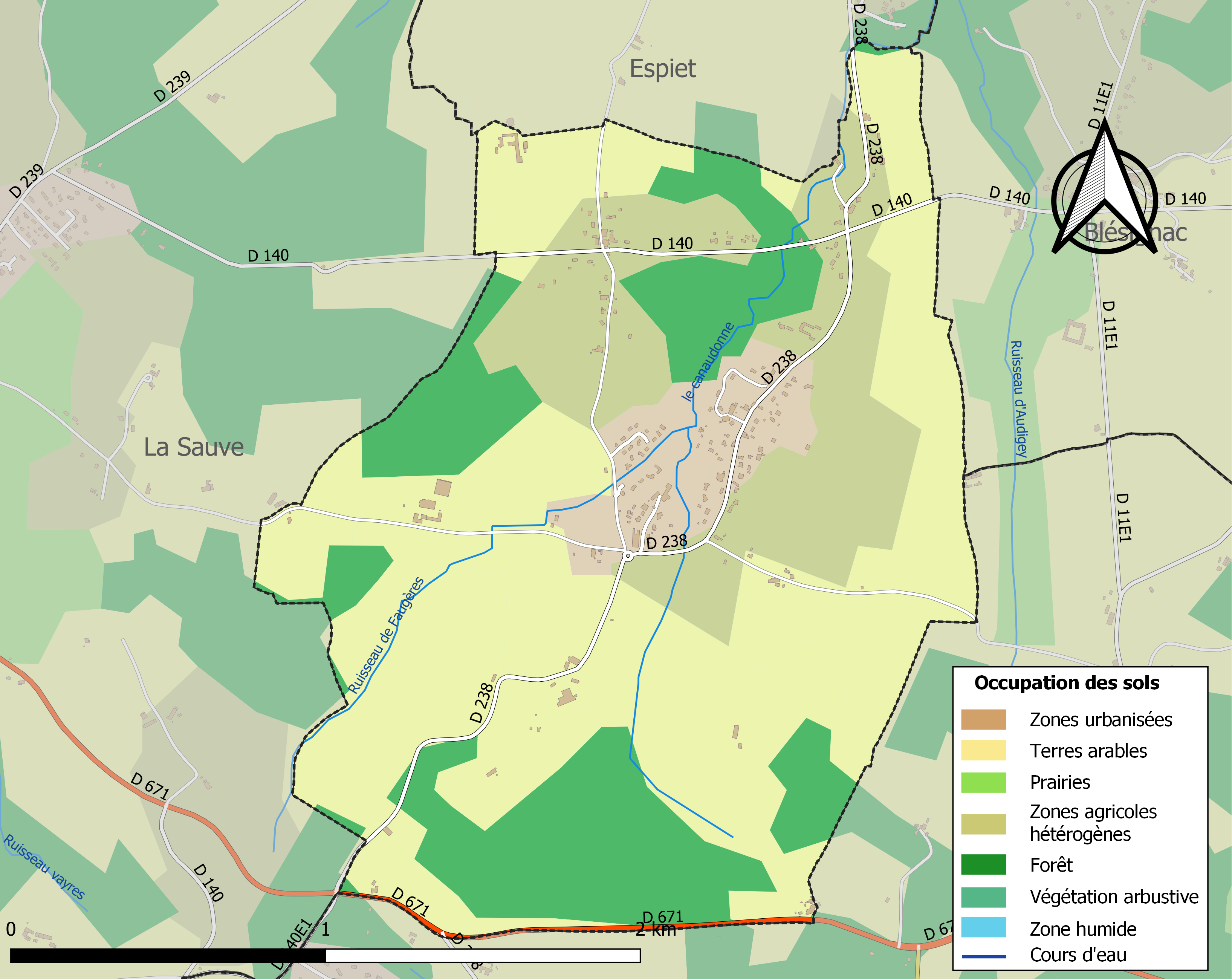
Carte des infrastructures et de l'occupation des sols de la commune en 2018 (CLC).

L'occupation des sols de la commune, telle qu'elle ressort de la base de données européenne d’occupation biophysique des sols Corine Land Cover (CLC), est marquée par l'importance des territoires agricoles (71,5 % en 2018), en diminution par rapport à 1990 (78,6 %). La répartition détaillée en 2018 est la suivante : 
cultures permanentes (29,2 %), terres arables (22,7 %), forêts (21,3 %), zones agricoles hétérogènes (19,5 %), zones urbanisées (7,2 %). L'évolution de l’occupation des sols de la commune et de ses infrastructures peut être observée sur les différentes représentations cartographiques du territoire : la carte de Cassini (XVIIIe siècle), la carte d'état-major (1820-1866) et les cartes ou photos aériennes de l'IGN pour la période actuelle (1950 à aujourd'hui).

### Risques majeurs
Le territoire de la commune de Saint-Léon est vulnérable à différents aléas naturels : météorologiques (tempête, orage, neige, grand froid, canicule ou sécheresse) et séisme (sismicité faible). Un site publié par le BRGM permet d'évaluer simplement et rapidement les risques d'un bien localisé soit par son adresse soit par le numéro de sa parcelle.

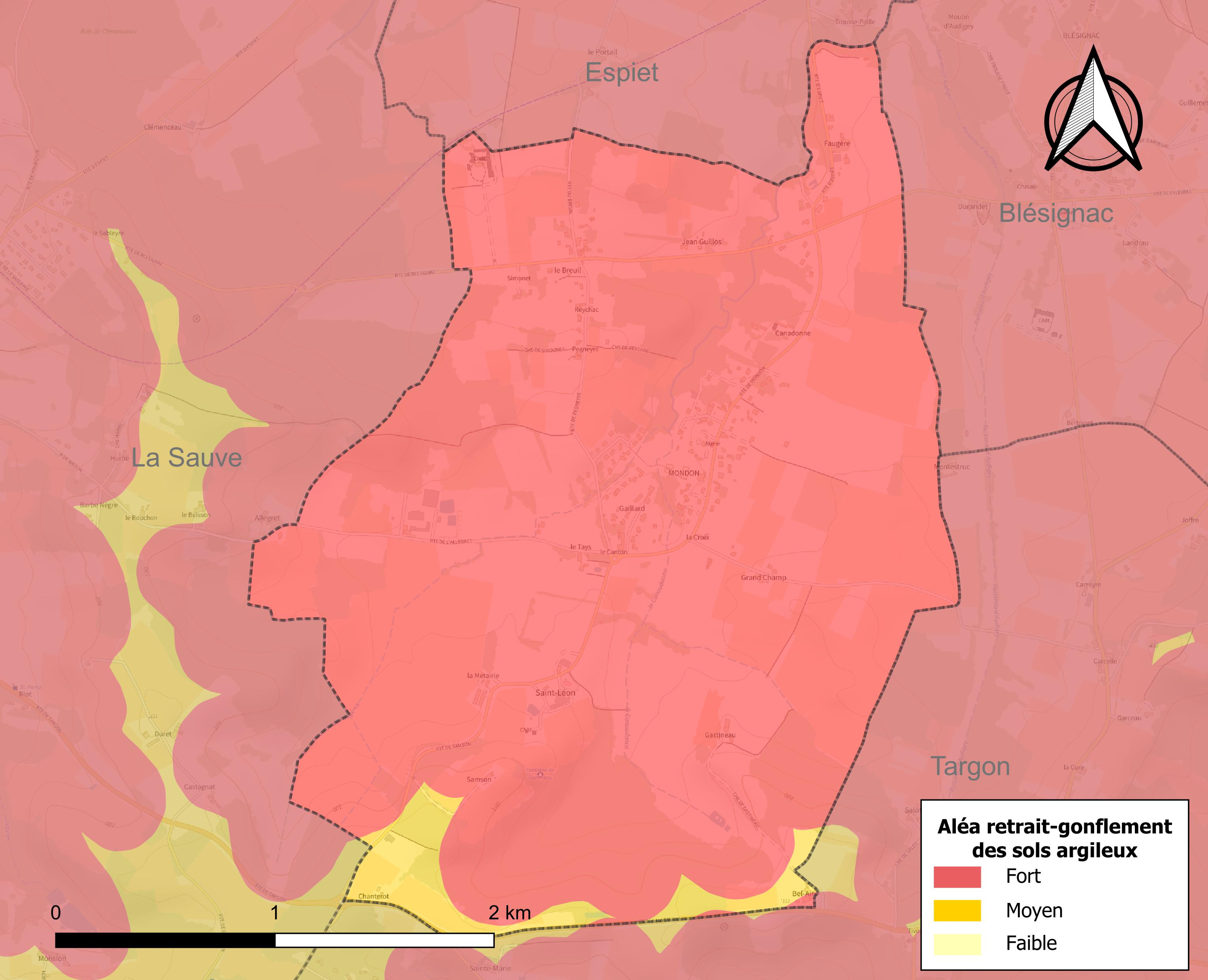
Carte des zones d'aléa retrait-gonflement des sols argileux de Saint-Léon.

Le retrait-gonflement des sols argileux est susceptible d'engendrer des dommages importants aux bâtiments en cas d’alternance de périodes de sécheresse et de pluie. La totalité de la commune est en aléa moyen ou fort (67,4 % au niveau départemental et 48,5 % au niveau national). Sur les 147 bâtiments dénombrés sur la commune en 2019, 147 sont en aléa moyen ou fort, soit 100 %, à comparer aux 84 % au niveau départemental et 54 % au niveau national. Une cartographie de l'exposition du territoire national au retrait gonflement des sols argileux est disponible sur le site du BRGM,.
La commune a été reconnue en état de catastrophe naturelle au titre des dommages causés par les inondations et coulées de boue survenues en 1982, 1999, 2009, 2013 et 2020, par la sécheresse en 2011 et 2017 et par des mouvements de terrain en 1999.

## Toponymie
Le nom de la commune provient du saint éponyme, le pape Léon le Grand, qui a vécu au Ve siècle.
En gascon, le nom de la commune est Sent Leon .

## Histoire
À la Révolution, la paroisse Saint-Léon forme la commune de Saint-Léon.

## Politique et administration
La commune de Saint-Léon fait partie de l'arrondissement de Bordeaux. À la suite du découpage territorial de 2014 entré en vigueur à l'occasion des élections départementales de 2015, la commune est transférée du canton de Créon remodelé  dans le nouveau canton de l'Entre-deux-Mers,. Saint-Léon fait également partie de la communauté de communes du Créonnais, membre du Pays du Cœur de l'Entre-deux-Mers.
| Période                                  | Période  | Identité            | Étiquette | Qualité                                     |
| ---------------------------------------- | -------- | ------------------- | --------- | ------------------------------------------- |
| Les données manquantes sont à compléter. |          |                     |           |                                             |
| ?                                        | 2001     | Jean Pierre Mouline |           |                                             |
| mars 2001                                | 2008     | Jacques Dufresne    |           |                                             |
| mars 2008                                | En cours | Nicolas Tarbes      | DVG       | Cadre, conseiller départemental depuis 2021 |

## Démographie
Les habitants sont appelés les Saint-Léonnais.
| 1793 | 1800 | 1806 | 1821 | 1831 | 1836 | 1841 | 1846 | 1851 |
| ---- | ---- | ---- | ---- | ---- | ---- | ---- | ---- | ---- |
| 227  | 204  | 223  | 196  | 197  | 213  | 203  | 215  | 177  |

| 1856 | 1861 | 1866 | 1872 | 1876 | 1881 | 1886 | 1891 | 1896 |
| ---- | ---- | ---- | ---- | ---- | ---- | ---- | ---- | ---- |
| 177  | 175  | 175  | 164  | 180  | 155  | 175  | 175  | 170  |

| 1901 | 1906 | 1911 | 1921 | 1926 | 1931 | 1936 | 1946 | 1954 |
| ---- | ---- | ---- | ---- | ---- | ---- | ---- | ---- | ---- |
| 178  | 183  | 166  | 153  | 176  | 177  | 176  | 193  | 175  |

| 1962 | 1968 | 1975 | 1982 | 1990 | 1999 | 2006 | 2011 | 2016 |
| ---- | ---- | ---- | ---- | ---- | ---- | ---- | ---- | ---- |
| 181  | 197  | 174  | 198  | 195  | 242  | 282  | 344  | 341  |

| 2021 | 2022 | - | - | - | - | - | - | - |
| ---- | ---- | - | - | - | - | - | - | - |
| 312  | 298  | - | - | - | - | - | - | - |

## Économie
La commune est située dans l'aire d'appellation entre-deux-mers (AOC) du vignoble du même nom.

## Culture et patrimoine

### Lieux et monuments
L'église de Saint-Léon et le château de Châteauneuf font l'objet d'une protection au titre des monuments historiques.

## Galerie de photos

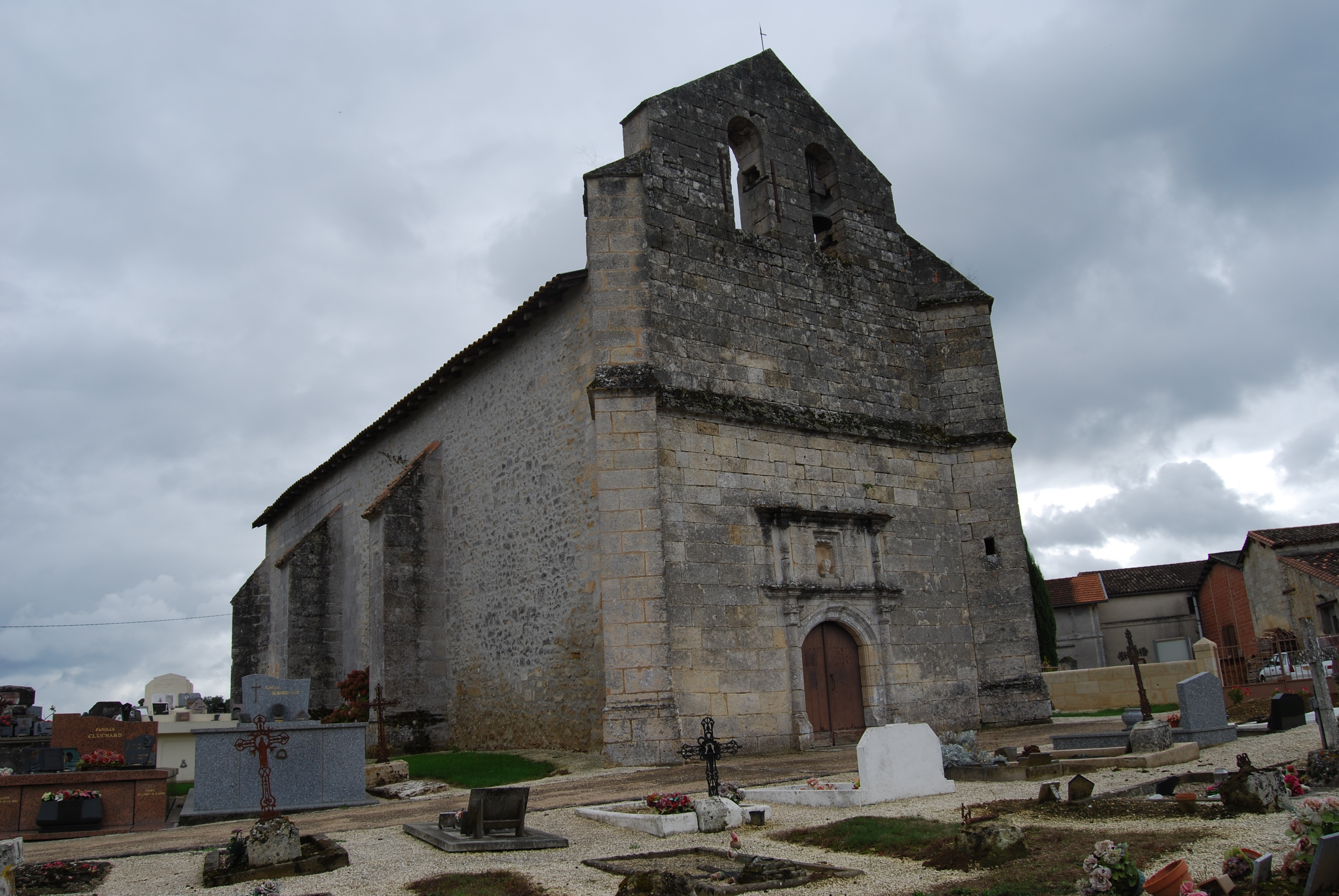
Église de Saint-Léon
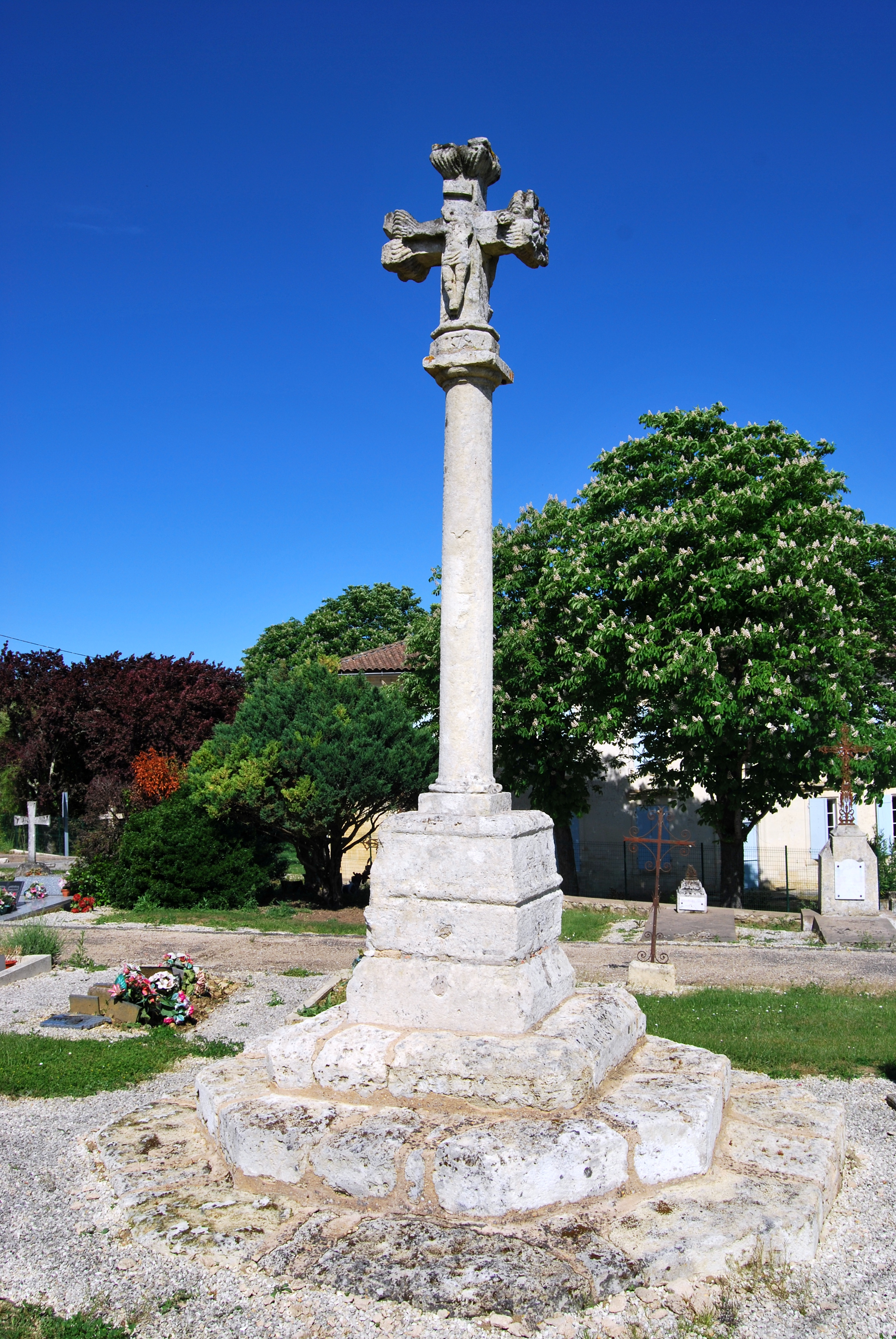
Croix de cimetière
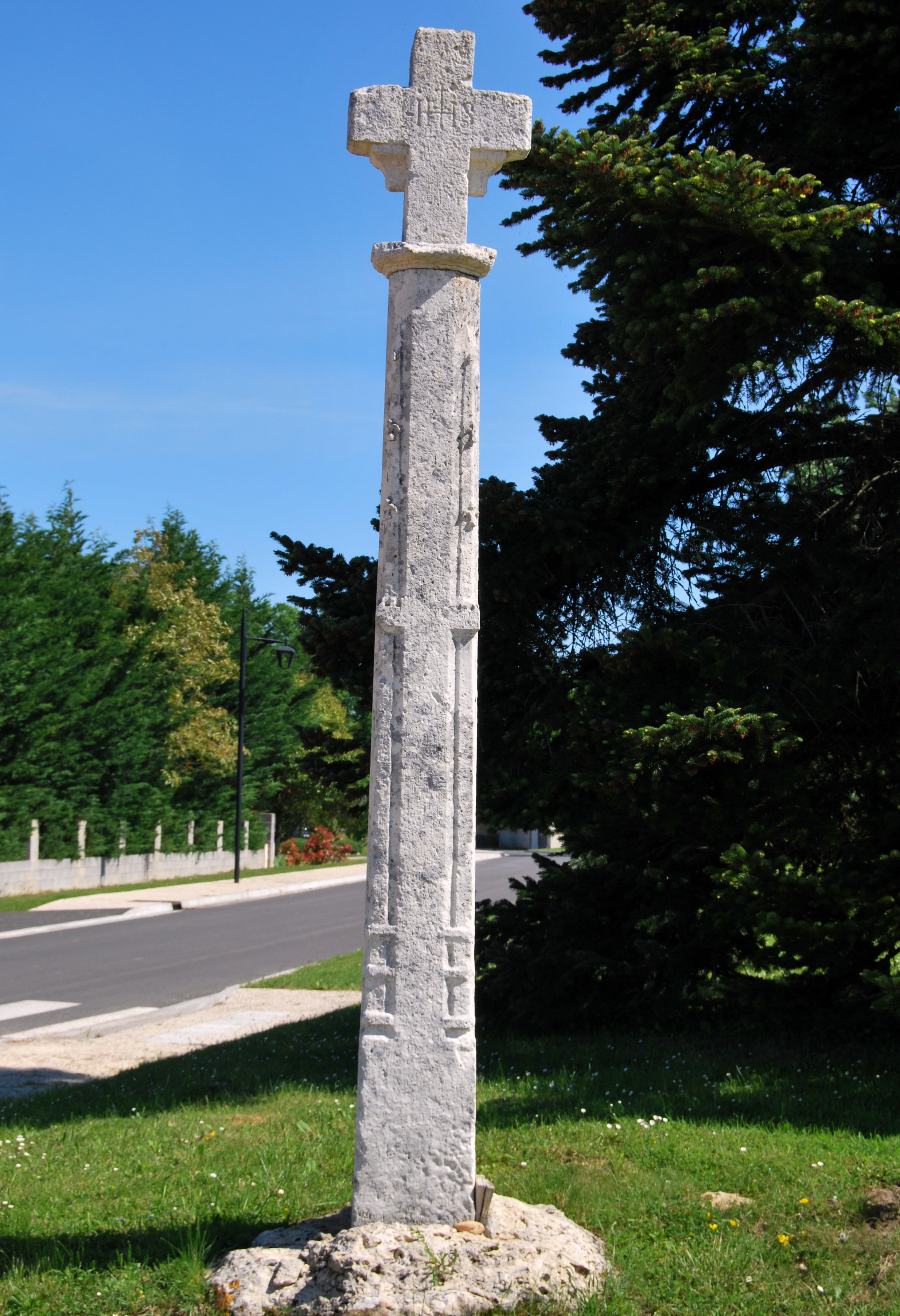
Croix de carrefour
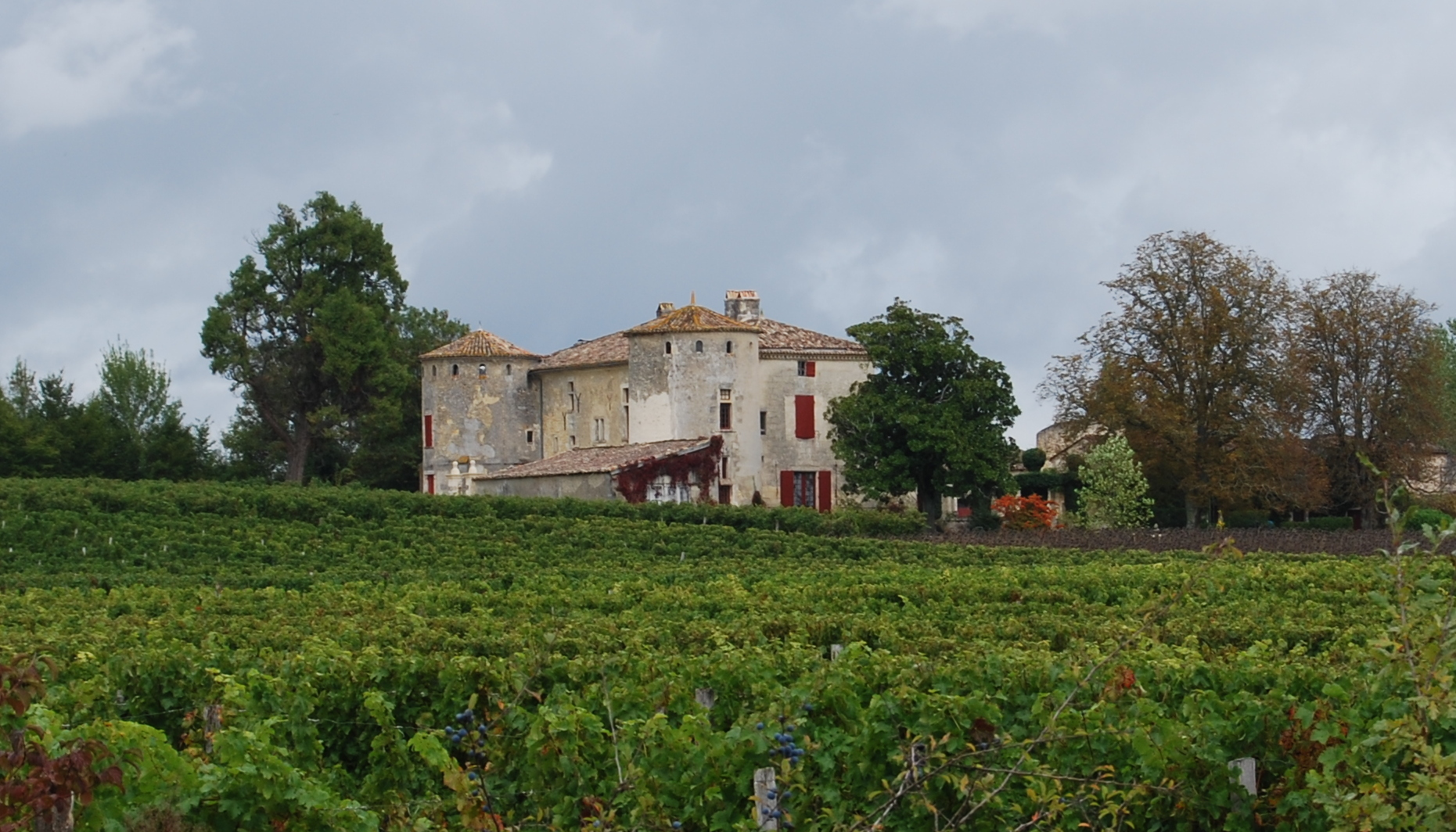
Château de Châteauneuf
Ancien logo de la commune